# حسن حمزة (مبارز)
حسن حمزة (مواليد 1901) هو مبارز بالسيف لبناني، مثّل بلاده في الألعاب الأولمبية الصيفية 1980.

## روابط خارجية
حسن حمزة على موقع أوليمبيديا (الإنجليزية)